# Aeródromo de Palcasa
El aeródromo de Palcasa (OACI: MNPA) es un aeródromo público nicaragüense que sirve al municipio de El Castillo, en el departamento de Río San Juan, Nicaragua. El aeródromo está ubicado a 5,5 kilómetros al norte de El Castillo, a mitad de camino entre los pueblos de La Palma y Las Colinas.
El aeródromo está rodeado por campos agrícolas de palma aceitera. El aeródromo da servicio a esta actividad agrícola y en particular a la compañía Palmares del Castillo, S.A. (Palcasa), de donde proviene el nombre del aeródromo.

## Información técnica
El VOR-DME de Bluefields (Ident: BLU) está localizado a 124 kilómetros al nordeste del aeródromo. El VOR-DME de El Coco (Ident: TIO) está localizado a 121 kilómetros al sur del aeródromo.